# ثائر حسين
ثائر حسين هو رافع أثقال بارالمبي عراقي.مثل العراق في دورة الألعاب البارالمبية الصيفية 2004 التي أقيمت في أثينا، اليونان وفاز بالميدالية البرونزية في مسابقة 82.5 كجم للرجال .

## روابط خارجية
- ثائر حسين في اللجنة البارالمبية الدولية